# 利夫奥克 (加利福尼亚州萨特县)
利夫奥克（英語：Live Oak），是美国加利福尼亚州萨特县下属的一座城市。建市于1947年1月22日，面积大约为1.87平方英里（4.8平方公里）。根据2010年美国人口普查，该市有人口8,392人。